# Elsie Bay
Elsa Søllesvik (Haugesund, 22 april 1996), beter bekend onder haar artiestennaam Elsie Bay, is een Noors singer-songwriter.

## Biografie
Søllesvik groeide op in Sunde, Kvinnherad, Vestland. Op dertienjarige leeftijd verhuisde ze terug naar haar geboorteplaats Haugesund.
In 2010 ontmoette Søllesvik Emilie Haaland Austrheim en vormden ze samen het duo Elsa & Emilie. Het duo tekende een contract bij Sony Music en bracht in hetzelfde jaar hun debuutalbum Endless Optimism uit.  In 2014 werd het duo genomineerd voor een Spellemannprisen, een grote Noorse muziekprijs, in de categorie beste nieuwkomer.  Op het album Endless Optimism groeide de track Run in populariteit doordat het te horen was in de televisieserie Skam. In 2017 bracht het duo een tweede album uit, Kill your darlings, waarop de singles Au volant en Chains and Promises stonden. In 2018 kondigde het duo een breek aan. Søllesvik wilde zich meer gaan focussen op soloprojecten en ging verder onder de artiestennaam Elsie Bay.
Bay verhuisde naar Oslo waar ze als singer-songwriter aan de slag ging. In 2021 schreef ze het nummer Witch Woods voor zangeres Emmy die ermee deelnam aan Melodi Grand Prix 2021. Emmy wist ermee door te stoten naar de finale, waarin ze de eindoverwinning aan Tix moest laten.
Op 10 januari 2022 werd bekend dat Bay een van de deelnemers was aan Melodi Grand Prix 2022 met het door haarzelf geschreven nummer Death of Us. Ze wist de finale te halen, maar moest de eindoverwinning aan het duo Subwoolfer laten. Bay schreef ook mee aan het nummer Hammer of Thor van Oda Gondrosen dat eveneens tot de finale reikte.
Een jaar later was Bay opnieuw van de partij op Melodi Grand Prix 2023 met het door haar geschreven nummer Love You in a Dream.  Bay behaalde met het nummer opnieuw de finale waarin het op de vierde plaats eindigde. Naast haar eigen deelname schreef Bay ook opnieuw mee aan een andere inzending, het nummer Not Meant to Be van Eline Thorp, dat in de finale op de zesde plaats eindigde.
In 2024 waagde Bay opnieuw haar kans om een door haar geschreven nummer op het  Eurovisiesongfestival te krijgen. Ze schreef de nummers Drowning in the Rain voor Krick en Undream You voor Leona die meededen aan de preselecties van respectievelijk Luxemburg en Duitsland. Beide nummers wisten niet door de preselectie te komen.
In 2025 bracht Bay samen met de Cypriotische zanger Theo Evan het nummer Ssh uit. Het nummer werd intern geselecteerd om Cyprus te vertegenwoordigen op het Eurovisiesongfestival 2025.

## Discografie

### Singles
| Titel                 | Jaar | Album                                 |
| --------------------- | ---- | ------------------------------------- |
| "Heaven Made"         | 2021 | Show Window: the Queen's House Part 3 |
| "Death of Us"         | 2022 | -                                     |
| "Tall People"         | 2022 | -                                     |
| "Love You in a Dream" | 2023 | -                                     |
| "Bikini Song"         | 2023 | -                                     |

### Eurovisiesongfestival singles

#### Eurovisiesongfestival
| Jaar | Titel | Artiest   | Resultaat                                   |
| ---- | ----- | --------- | ------------------------------------------- |
| 2025 | Ssh   | Theo Evan | Inzending Cyprus Eurovisiesongfestival 2025 |

#### Noorwegen
| Jaar | Titel               | Artiest       | Resultaat |
| ---- | ------------------- | ------------- | --------- |
| 2021 | Witch Woods         | Emmy          | Finale    |
| 2022 | Death of Us         | Elsie Bay     | Finale    |
| 2022 | Hammer of Thor      | Oda Gondrosen | Finale    |
| 2023 | Love You in a Dream | Elsie Bay     | 4de       |
| 2023 | Not Meant to Be     | Eline Thorp   | 6de       |

#### Duitsland
| Jaar | Titel                | Artiest | Resultaat |
| ---- | -------------------- | ------- | --------- |
| 2023 | Dare to be Different | Trong   | 4de       |
| 2024 | Undream You          | Leona   | 8ste      |

#### Luxemburg
| Jaar | Titel                | Artiest | Resultaat |
| ---- | -------------------- | ------- | --------- |
| 2024 | Drowning in the Rain | Krick   | 2de       |